# Cis sumatrensis
Cis sumatrensis es una especie de coleóptero de la familia Ciidae.

## Distribución geográfica
Habita en Sumatra (Indonesia).